# -omics

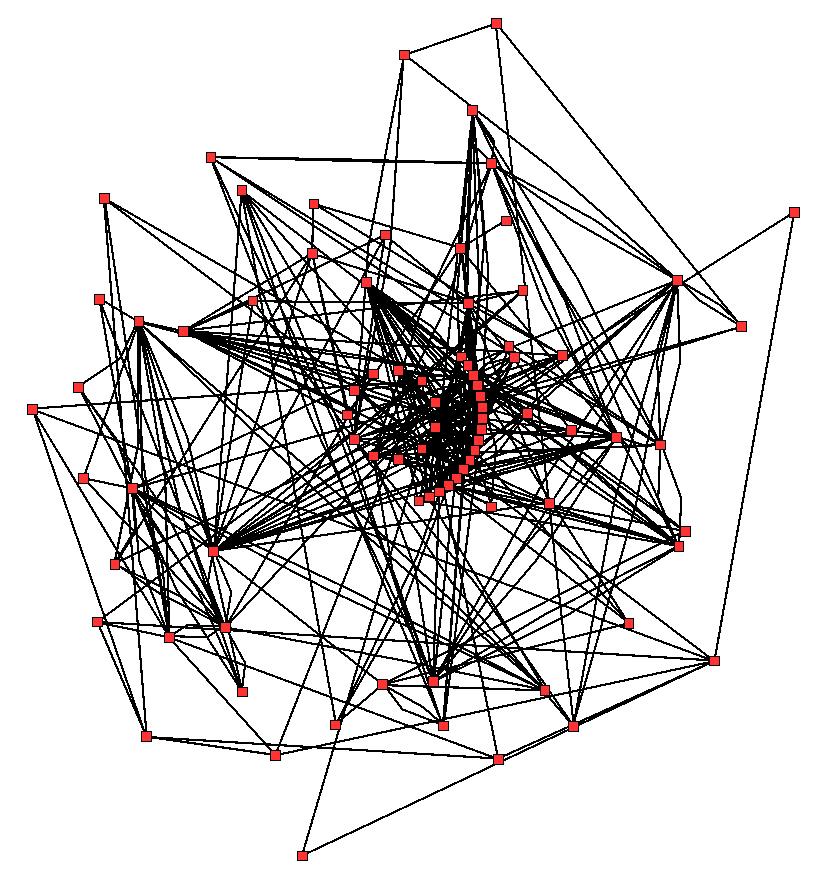
Een metabool netwerk van het modelorganisme Arabidopsis thaliana

-omics is een achtervoegsel dat vaak gebruikt wordt voor verschillende onderzoeksgebieden in de moleculaire biologie. Het gaat om vakgebieden waarin men grootschalige, veelal geautomatiseerde analyses uitvoert van alle biologische moleculen in een cel of individueel organisme, om zo een totaalbeeld te krijgen van het biologische systeem. Het achtervoegsel wordt in het Nederlands vaak vertaald met -omica.
Omics-gebieden hebben zich sinds de jaren 2000 sterk ontwikkeld. Dankzij high-throughput-technologieën zoals sequencing en massaspectrometrie kunnen onderzoekers in één experiment duizenden moleculen tegelijk meten. Dit levert enorme datasets op, die alleen met behulp van bio-informatica en statistische modellen te interpreteren zijn (onder meer door datareductie).
Het integreren van meerdere omics-gebieden – bijvoorbeeld genoom-, transcriptoom- en proteoomgegevens – biedt een diepgaand inzicht in hoe cellen functioneren en reageren op veranderingen. In de medische wetenschap wordt deze zogeheten multi-omics-aanpak toegepast om bijvoorbeeld complexe ziekten beter te begrijpen. In plaats van één biomarker te gebruiken, kijkt men naar hele netwerken van moleculen die samen een ziekteproces aansturen. Zo dragen omics-technologieën bij aan de ontwikkeling van gepersonaliseerde geneeskunde, waarin behandelingen afgestemd worden op het unieke moleculaire profiel van een individu.

## Geschiedenis
Het achtervoegsel -omics werd begin jaren 1990 als eerst gebruikt in de term genomics (genomica), toen er plannen waren om het genoom van verschillende organismen in kaart te brengen. Later in de jaren 90 kwamen er ook plannen om alle eiwitten van verschillende organismen in kaart te brengen. Hiervoor heeft men toen de term proteomics gebruikt, in analogie met de term genomics. Vervolgens is de uitgang -omics voor veel meer gebieden gebruikt. Naast genomics en proteomics zijn transcriptomics en metabolomics belangrijke onderzoeksgebieden geworden.

## Overzicht van enkele '-omics'-gebieden
| Naam            | Bestudeert …                                                                                            |
| --------------- | --- |
| Genomica        | … de sequenties, functies en organisatie van het genoom van een cel of organisme.                       |
| Metagenomica    | … de genomen van alle micro-organismen die voorkomen in een bepaalde omgeving.                          |
| Transcriptomica | … de mRNA's van een cel of organisme.                                                                   |
| Proteomica      | … de sequenties, functies en organisatie van een (deel van) alle eiwitten in een cel of organisme.      |
| Metabolomics    | … de metabolieten in een cel of organisme in zieke en gezonde toestanden.                               |
| Lipidomics      | … de lipiden van een cel of organisme                                                                   |
| Epigenomics     | … de epigenetische modificaties die plaatsvinden in een cel of organisme.                               |
| Peptidomics     | … de sequenties, functies en karakteristieken van alle peptiden in een organisme, zenuwstelsel, of cel. |
| Interactomics   | … de interacties tussen eiwitten onderling en tussen andere moleculen in een cel of organisme.          |

## Systeembiologie
In de systeembiologie probeert men de organisatie van complexe biologische systemen in kaart te brengen, onder meer door gegevens uit de verschillende -omics-gebieden te combineren.